# Argai
Argai (originaltitel Argaï: La prophétie) är en fransk animerad TV-serie från 2000 producerad av samarbete mellan Carrére Groupe, D'Ocon Films Productions, La Coloniale och TF1.

## Handling
Serien tar sin början år 1250 i kungariket Tirloch då prins Argais älskade Angela blir förgiftad av Nattens Drottning och hamnar i en djup sömn. För att lösa problemet blir Argai tvungen att resa genom tiden och han anländer till New York år 2075. Där möter han privatdetektiverna Oscar Lightbulb, assistent Barnaby och sekreteraren Moony Moon som hjälper honom att finna ett motgift som kan bryta förbannelsen. Rollfigurerna består av antropomorfa djur.

## Argai i Sverige
Serien har i Sverige visats på Kanal 5 med titeln Prins Argai och finns utgiven på DVD med svenskt dubbning.

## Avsnitt
1. Prins Argai (Le prince Argaï)
2. Den maskerade mannen (L'homme masqué)
3. New York 2075 (New-York, 2075)
4. F 107 (F-107)
5. Den långa resan (Le grand voyage)
6. Notre Dame de Paris (Notre-Dame de Paris)
7. Den magiska växten (La mandragore)
8. Faraos amulett (L'amulette du pharaon)
9. Korsfararnas väg (La route des croisades)
10. Alyasha (Alyasha)
11. Moln över Venedig (Venise engloutie)
12. Broder Ticks flykt (L'évasion de frère Tich)
13. Den förtrollade skogen (La forêt enchantée)
14. I kelternas land (Au pays des Celtes)
15. Lotusblomman (Fleur de lotus )
16. Awikangos öken (Le désert d'Awikango)
17. Klostret i Tirloch (Le monastère de Tirloch)
18. Riddarens tornerspel (Le tournoi des chevaliers)
19. Den stora flykten (La grande évasion)
20. Den vilda orkidén (L'orchidée sauvage)
21. Den heliga pärlan (La perle sacrée)
22. Rökelsekaret (L'encensoir)
23. Älvan Melusine (La fée Mélusine)
24. Vita damen (La dame blanche)
25. Angela (Angèle)
26. Slutstriden (Le dernier combat)

## Svenska röster (i urval)
- Argai - Håkan Mohede (episod 1-5)/Fredrik Dolk
- Oscar Lightbulb - Kenneth Milldoff
- Barnaby - Håkan Mohede (episod 6-26)
- Nattens drottning - Nina Gunke
- Gekko - Kenneth Milldoff (episod 1-5)/Thomas Engelbrektson